# Nuoto ai Giochi della XXX Olimpiade - 10 km maschili
La maratona maschile di nuoto di fondo dei Giochi Olimpici di Londra 2012, sulla distanza di 10 chilometri, ha avuto luogo il 10 agosto a Serpentine, ad Hyde Park.
La medaglia d'oro è andata al tunisino Oussama Mellouli, già argento nei 1500 in vasca, davanti agli specialisti del fondo Thomas Lurz e Richard Weinberger.

## Risultati
| Pos.    | Atleta              | Nazionalità   | Tempo     | Distacco |
| ------- | ------------------- | ------------- | --------- | -------- |
| Oro     | Oussama Mellouli    | Tunisia       | 1h49'55"1 | -        |
| Argento | Thomas Lurz         | Germania      | 1h49'58"5 | +00'03"4 |
| Bronzo  | Richard Weinberger  | Canada        | 1h50'00"3 | +00'05"2 |
| 4       | Spyridōn Gianniōtīs | Grecia        | 1h50'05"3 | +00'10"2 |
| 5       | Daniel Fogg         | Gran Bretagna | 1h50'37"3 | +00'42"2 |
| 6       | Sergej Bol'šakov    | Russia        | 1h50'40"1 | +00'45"0 |
| 7       | Vladimir Djatčin    | Russia        | 1h50'42"8 | +00'47"7 |
| 8       | Andreas Waschburger | Germania      | 1h50'44"4 | +00'49"3 |
| 9       | Petar Stoychev      | Bulgaria      | 1h50'46"2 | +00'51"1 |
| 10      | Alex Meyer          | Stati Uniti   | 1h50'48"2 | +00'53"1 |
| 11      | Julien Sauvage      | Francia       | 1h50'51"3 | +00'56"2 |
| 12      | Troyden Prinsloo    | Sudafrica     | 1h50'52"9 | +00'57"8 |
| 13      | Erwin Maldonado     | Venezuela     | 1h50'52"9 | +00'57"8 |
| 14      | Ihor Červyns'kyj    | Ucraina       | 1h50'56"9 | +01'01"8 |
| 15      | Yasunari Hirai      | Giappone      | 1h51'20"1 | +01'25"0 |
| 16      | Brian Ryckemann     | Belgio        | 1h51'27"1 | +01'32"0 |
| 17      | Valerio Cleri       | Italia        | 1h51'29"5 | +01'34"4 |
| 18      | Csaba Gercsák       | Ungheria      | 1h51'30"9 | +01'35"8 |
| 19      | Arseniy Lavrentyev  | Portogallo    | 1h51'37"2 | +01'42"1 |
| 20      | Ky Hurst            | Australia     | 1h51'41"3 | +01'46"2 |
| 21      | Ivan Enderica       | Ecuador       | 1h52'28"6 | +02'33"5 |
| 22      | Yuri Kudinov        | Kazakistan    | 1h52'59"0 | +03'03"9 |
| 23      | Francisco Hervás    | Spagna        | 1h53'27"8 | +03'32"7 |
| 24      | Mazen Metwaly       | Egitto        | 1h54'33.2 | +04'38.1 |
| 25      | Benjamin Schulte    | Guam          | 2h03'35"1 | +13'40"0 |